# لهوي احتكاكي مجهور
لهوي احتكاكي مجهور (بالإنجليزية: Voiced uvular fricative)، صامت لهوي احتكاكي مجهور مستخدم في بعض اللغات المحكيّة، يرمز له بالأبجديّة الصوتيّة الدوليّة بالرمز (ʁ)، وبأبجدية مناهج تقييم الكلام الصوتية الموسعة بالرمز (R).

## ملامح الصوت
الملامح المميزة لصامت اللهوي الاحتكاكي المجهور:
1. مخرج الصوت احتكاكي، وهذا يعني أنّ الصوت ينطق بواسطة دفع الهواء عبر ممر ضيق في موضع النطق.
2. صفة الصوت لهويّة، وهذا يعني أنّ الصوت ينطق بواسطة انحناء الجزء الخلفي من اللسان واقترابه من اللهاة والتجويف الأنفي.
3. الصفة اللفظية مجهور، وهذا يعني أنّ الحبال الصوتيّة تهتز أثناء نطق الصوت.
4. صامت شفتاني، وهذا يعني أن الهواء يخرج من خلال الفم فقط.
5. صامت مركزي، وهذا يعني أن الصوت ينتج عن طريق تمرير الهواء على طول اللسان ووسطه، وليس من الجوانب.
6. تقنية تدفق الهواء رئويّة، وهذا يعني أنّ الصوت ينطق الحرف عن طريق دفع الهواء بواسطة الرئتين والحجاب الحاجز فقط، كمعظم الأصوات تقريباً.

## ظهور الصوت
| اللغة       | اللغة                | الكلمة          | أصد        | المعنى        | ملاحظات                            |
| ----------- | -------------------- | --------------- | ---------- | ------------- | ---------------------------------- |
| شركسية      | شركسية               | гъызын          | [ʁəzən]    | 'ابق'         |                                    |
| هولندية     | اللهجات الجنوبية     | rond            | [ʁɔnt]     | 'حول'         | في اللهجات الجنوبيّة والكاريبيّة فقط |
| فرنسية      | فرنسية               | rester          | [ʁɛste]    | 'ابق'         |                                    |
| الألمانية   | القياسية             | Rübe            | [ˈʁyːbə]   | 'لفت'         |                                    |
| الألمانية   | الراين الأدني        | Rübe            | [ˈʁyːbə]   | 'لفت'         |                                    |
| عبرية       | عبرية                | רע              | [ʁa]       | 'سيء'         |                                    |
| كازاخية     | كازاخية              | саған           | [sɑˈʁɑn]   | 'أنت'         |                                    |
| قيرغيزية    | قيرغيزية             | жамгыр          | [dʒɑmˈʁɯr] | 'مطر'         |                                    |
| بهاسا ملايو | لهجية فيرق           | Perak           | [peʁɑk̚]    | 'فيرق'        |                                    |
| برتغالية    | لهجة أوروبيّة         | carro           | [ˈkaʁu]    | 'سيارة'       |                                    |
| برتغالية    | لهجة برازيلية قياسية | marta           | [ˈmaʁtɐ]   | 'حيوان الدلق' |                                    |
| سويدية      | اللهجات الجنوبية     | rör             | [ʁɶʁ]      | 'مزامير'      |                                    |
| تتارية      | تتارية               | яңгыр, yañğır   | [jɒŋˈʁɯr]  | 'مطر'         |                                    |
| أوزبكية     | أوزبكية              | ёмғир / yomg´ir | [jɒmˈʁɨr]  | 'مطر'         |                                    |
| يديشية      | يديشية               | רעגן            | [ˈʁɛɡŋ]    | 'مطر'         |                                    |